# Melitaea rucephala
Melitaea rucephala är en fjärilsart som beskrevs av Hans Fruhstorfer 1915. Melitaea rucephala ingår i släktet Melitaea och familjen praktfjärilar. Inga underarter finns listade i Catalogue of Life.